# سكوت ديسيك
سكوت مايكل ديسك (بالإنجليزية: Scott Disick)   هو شخصية إعلامية واجتماعية أمريكية. ولد في 26 مايو 1983 في نيويورك، الولايات المتحدة. أصبح أكثر شهرة لقيامه ببطولة كعضو رئيسي في فريق مواكبة عائلة كارداشيان وفروعها.

## روابط خارجية
- سكوت ديسيك على موقع IMDb (الإنجليزية)
- سكوت ديسيك على موقع قاعدة بيانات الفيلم (الإنجليزية)